# Szilvássy József
Szilvássy József (1946. július 25.) közíró, lapszerkesztő.

## Élete
1964-ben érettségizett Somorján, majd 1968-ban a pozsonyi Comenius Egyetemen szerzett történelem–szlovák szakos tanári oklevelet. 1968-tól az Új Szó munkatársa, 1974–1989 között a kulturális rovat vezetője, 1990–1998 között főszerkesztője. 1998–1999-ben a Katedra folyóirat főszerkesztője. 2001–2004 között ismét az Új Szó főszerkesztője. 2001-től a Csallóköz főmunkatársa, majd 2004-től főszerkesztője lett. 1998-tól a budapesti Népszabadság szlovákiai tudósítója.

## Művei
- 1998 Kisebbség a határon.